# زبان مارشالی
زبان مارشالی (به مارشالی: Kajin M̧ajeļ یا Kajin Majōl) یک زبان اقیانوسیه‌ای و زبان عمدهٔ اهالی جزایر مارشال است. مارشالی دو گویش اصلی رالیک و رَتَک دارد. 

## اعداد به زبان مارشالی
1. juon [tʲi͡uɔ͡ɛnʲ]
2. ruo [rˠɯ͡uɔɔ̯]
3. jilu [tʲilʲi͡uu̯]
4. emān [ɛ̯ɛmʲænʲ]
5. ļalem [ɫɑ͡ælʲemʲ]
6. jiljino [tʲizʲinʲɛ͡ɔɔ̯] (the l is silent[۴])
7. jimjuon [tʲimʲ(i)zʲi͡uɔ͡ɛnʲ]
8. ralitōk [rˠɑɑ̯lʲii̯dˠɤk] (ejino)
9. ratimjuon [rˠɑɑ̯dˠɯ͡imʲ(i)zʲi͡uɔ͡ɛnʲ] (ejilimjuon)
10. jon̄oul [tʲe͡oŋʷou͡ilʲ]